# Treniota
Treniota (litovsko Treniota, belorusko Транята; Tranjata) je bil od leta 1263 do 1264 veliki knez Litve, * okoli 1210, † 1264.
Treniota je bil nečak Mindaugasa, prvega in edinega kralja Litve.  Medtem ko se je Mindaugas spreobrnil v krščanstvo, da bi odvrnil napade Livonskega reda in Tevtonskih vitezov na Litvo, in pri tem postal kralj, je Treniota ostal neomajen pogan. Domneva se, da je bil tudi knez Samogitije.  
Tevtonski vitezi so kljub Mindaugasovi spreobrnitvi redno vdirali na litovsko ozemlje. Po bitki pri Durbeju leta 1260 je Treniota prepričal Mindaugasa, da se je odrekel krščanstvu in napadel Tevtonski red. Napad je bil neučinkovit in ni oslabil Tevtonskega reda. Mindaugas je začel dvomiti v svoje zavezništvo s Trenioto, toda še preden je lahko ukrepal proti svojemu poganskemu nečaku, je Treniota z Daumantasovo pomočjo leta 1263 ubil njega in dva njegova sinova. Treniota je uzurpiral prestol in narod preusmeril nazaj v poganstvo. Vladal le eno leto, preden ga je odstavil  mlajši Mindaugasov sin Vaišvilkas.

## Vir
- Gudavičius, Edvardas (2004). »Treniota«.  V Vytautas Spečiūnas (ur.). Lietuvos valdovai (XIII-XVIII a.): enciklopedinis žinynas (v litovščini). Vilnius: Mokslo ir enciklopedijų leidybos institutas. str. 23. ISBN 5-420-01535-8.

| Treniota MindaugasiRojen: okoli 1210 Umrl: 1264 |                             |                       |
| Vladarski nazivi                                |                             |                       |
| Predhodnik: Mindaugas                           | Veliki knez Litve 1263–1264 | Naslednik: Vaišvilkas |
| Predhodnik: ?                                   | Knez Samogitije 1253–1263   | Naslednik: Vikintas   |